# Ness City
Ness City is een plaats (city) in de Amerikaanse staat Kansas, en valt bestuurlijk gezien onder Ness County.

## Demografie
Bij de volkstelling in 2000 werd het aantal inwoners vastgesteld op 1534.
In 2006 is het aantal inwoners door het United States Census Bureau geschat op 1299, een daling van 235 (-15,3%).

## Geografie
Volgens het United States Census Bureau beslaat de plaats een oppervlakte van
2,7 km², geheel bestaande uit land. Ness City ligt op ongeveer 687 m boven zeeniveau.

## Plaatsen in de nabije omgeving
De onderstaande figuur toont nabijgelegen plaatsen in een straal van 32 km rond Ness City.